# Amphipoea cottlei
Amphipoea cottlei là một loài bướm đêm trong họ Noctuidae.